# Chasu

Insígnia do ch'asu (vice-marechal) norte-coreano.

Ch'asu (hangul 차수, hanja 次帥) é uma alta patente militar da Coreia do Norte, frequentemente traduzida como vice-marechal. A patente é superior à de daejang (general) e inferior à de wonsu (marechal). A patente é raramente concedida aos militares de carreira e parece ser uma posição que combina atividades políticas e militares. Hyon Yong-chol foi promovido a general em setembro de 2010 e a vice-marechal em julho de 2012, sendo logo em seguida rebaixado a general.
A insígnia para um chasu consiste no brasão da República Popular da Coreia sobreposto à estrela utilizada pelos marechais nas platinas de ombro. Anteriormente, a insígnia para a patente consistia somente no brasão de armas até o lançamento da presente insígnia em 1985.
O nome da patente é frequentemente transliterado como ch'asu, com o objetivo de diferenciar-se da palavra coreana para bordado, normalmente transliterada como chasu (wikt:자수).